# Ferrovia Linz-Selzthal
La ferrovia Linz-Selzthal (in lingua tedesca: Pyhrnbahn) è una linea ferroviaria di 104 km che si estende lungo gli stati federali dell'Alta Austria e della Stiria. Va da Linz a Selzthal. Fa parte della rete di linee principali della rete ferroviaria dell'Austria, anche se è per lo più a binario unico; unisce la Westbahn e la Ferrovia Rudolfiana.

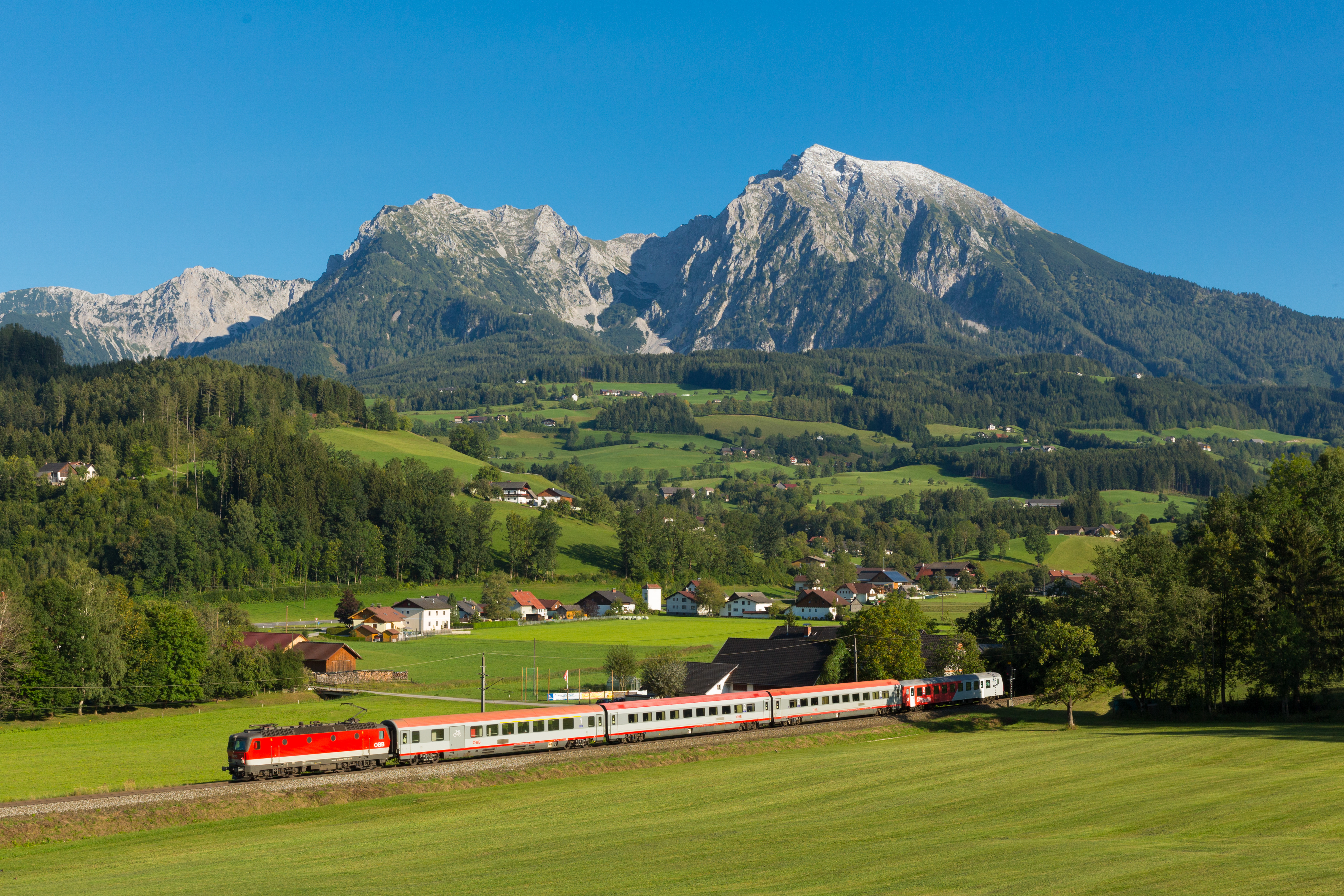
La linea nei pressi di Windischgarsten.

## Storia
La ferrovia venne costruita nei primi anni del Novecento incorporando una vecchia linea locale che correva lungo il fiume Krems tra Linz e Klaus costruita in più fasi tra il 1880 e 1888. Nel 1901 lo Stato decise di costruire il collegamento tra Klaus e Selzthal oltre Pyhrnpasset. Tra il 1963 e il 1966 fu elettrificato il percorso Selzthal - Spital am Pyhrn. Nel 1977 furono elettrificati i rimanenti tratti. Nei primi anni novanta fu costruito un percorso di collegamento tra Traun e Marchtrenk, aperto nel 1994 nel corso di un ammodernamento completo e dell'inizio del raddoppio.